# Thomas Nelson (maison d'édition)
Pour les articles homonymes, voir Nelson.
Ne doit pas être confondu avec Librairie Nilsson.
Thomas Nelson est une maison d'édition protestante américaine d'origine écossaise. Son siège est basé à Nashville, États-Unis. Elle est membre du groupe HarperCollins.

## Historique
En 1798, un Écossais, Thomas Nelson I, fonde à Édimbourg une librairie spécialisée dans les livres religieux d'occasion, puis dans la réimpression d'ouvrages puritains, avant de se tourner vers la publication d'inédits.
Nelson devient un puissant groupe éditorial britannique à la fin du XIXe siècle. En 1908, elle lance la collection One Shilling Library. En 1909, Nelson ouvre une filiale à Paris, où sont édités (mais non pas imprimés) l'ensemble des livres destinés au marché francophone, via la collection Nelson, ainsi que des ouvrages en anglais. Après 1917, la présidence passe à un cousin des Nelson, le Canadien George Mackenzie Brown.
En 1854, Thomas Nelson II ouvre à New York une succursale qui connaît un essor encore plus rapide. Dès les années 1870, Nelson est l'un des plus grands éditeurs new-yorkais, spécialisé dans la publication de la Bible et de textes chrétiens. 
En 1960, Thomas Nelson & Sons est racheté par The Thomson Corporation, firme canadienne qui choisit de revendre peu à peu les filiales britannique, canadienne et américaine. La collection Nelson France est suspendue en 1964. La partie britannique est intégrée dans le groupe Nelson Thornes, qui appartient à Wolters Kluwer, lequel revend cette filiale à Oxford University Press en 2013 ; la marque Nelson a depuis disparu en Grande-Bretagne. La filiale canadienne, quant à elle, est cédée par Thomson Corporation à Cengage Learning.
Aujourd'hui, le groupe américain Thomas Nelson, dont le siège social se trouve à Nashville, Tennessee, arrive au premier rang des éditeurs chrétiens et appartient à Kohlberg & Company, filiale de HarperCollins.